# Raid (инсектицид)
Raid — торговая марка инсектицидов, производимых компанией S.C. Johnson & Son. Основана в 1956 году.
Первоначальным действующим веществом был аллетрин — первый синтетический пиретроид. Средства, предназначенные для борьбы с определёнными видами могут содержать другие активные вещества, такие как более токсичный цифлутрин, который также является пиретроидом. По состоянию на 2019 год Raid Ant & Roach Killer содержит пиретроиды, имипротрин и циперметрин. Другие же продукты содержат тетраметрин и праллетрин в качестве активных ингредиентов. В спрее Raid Flying Insect Killer используются пиперонилбутоксид и фенотрин.

## Слоган «Raid убивает комаров наповал»
Оригинальный рекламный лозунг продукта с момента его появления в 1956 году до 2016 года, «Raid Kills Bugs Dead», был создан рекламным агентством Foote, Cone & Belding. Саму фразу часто приписывают поэту Лью Уэлчу, который в то время работал в агентстве.
Продажи инсектицидов Raid начались в 1966 году. В 1986 году бренд Raid был зарегистрирован как торговая марка. Известный режиссёр анимации Текс Эйвери был продюсером первых рекламных роликов «Kills Bugs Dead». Художник Дон Пеглер разработал персонажей-жуков, используемых в США, и продолжал анимировать их в течение сорока лет. Пеглер «систематизировал внешний вид, ощущения и анимацию» странных насекомых, которые бегают в страхе перед рейдом, по словам Стива Шильдвахтера, исполнительного вице-президента Draftfcb.
Слоган был частью успешной, длительной рекламной кампании. Вызывая в воображении образы рейда в стиле Элиота Несса на нелегальный бар во время сухого закона, телевизионные ролики показывали различных антропоморфных анимированных насекомых (таких как комары, мухи, тараканы, муравьи, пауки (хотя пауки не являются насекомыми) и так далее), планирующих какой-то глупый план, например, вторжение на кухню, или иногда что-то вроде места преступления, тусуясь в некоторых местах, только для того, чтобы быть атакованным волшебным появлением продукта, который быстро отправлял жуков на различные головокружительно ужасные смерти. Жуки выкрикивали название бренда («RAAAIIIID!??»), а затем происходил огромный взрыв в мультяшном стиле, который, по-видимому, ускорял их гибель. Голоса жуков были предоставлены Эйвери, Мелом Бланком, Полом Фрисом, Ларри Мораном, Фрэнком Уэлкером, Тимом Дадабо и Полом Хэнкоком.
Подобные кампании проводились и в других странах, либо дублируя американские мультфильмы, либо производя местные версии.

## Незаконное использование
В последние годы сообщения об использовании сверхмощных спреев от насекомых в качестве запрещённого наркотика приобрели дурную славу. Несмотря на то, что такие продукты, как Raid, относительно безопасны для человека (при использовании по назначению), акт пыхтения, курения, вдыхания, вейпинга, закупорки, питья и/или впрыскивания Raid или других спреев от насекомых может привести к необратимым неврологическим повреждениям или даже смерти.
В июле 2019 года было объявлено, что три человека умерли в Западной Вирджинии после передозировки неопознанным спреем от ос. Власти предупредили о растущей тенденции употребления спрея от насекомых на юге Соединенных Штатов, предположительно в качестве заменителя метамфетамина. Возможные симптомы проглатывания яда клопа включают, помимо прочего: неустойчивое поведение, тошноту, головную боль, боль в горле, сильное воспаление, покраснение рук и ног, слуховые галлюцинации, судороги, кому и смерть.